# Nelson Rego
Nelson Rego (Porto Alegre, 6 de agosto de 1957) é um escritor brasileiro.
Autor de contos e narrativas longas, sua literatura foi referida pela crítica como um “jogo complexo de duplos e espelhamentos entre os personagens em que nunca sabemos exatamente o que querem cada um deles”.
Tão Grande Quase Nada é um romance formado por biografias ficcionais que mostram as mudanças do cotidiano e dos imaginários sociais no período de um século. O livro pode ser considerado como obra de interseção entre a Literatura e as ciências humanas.
O livro de contos Daimon Junto à Porta traz histórias de personagens que estão possuídos por desejos intensos de variadas naturezas. O livro recebeu o Prêmio Açorianos de Literatura como melhor livro de contos em 2011.
A novela Noite-Égua aborda o envolvimento de uma família com um suposto fantasma. Foi avaliada como um “jogo fascinante e grudento que apresenta tal cruzamento de histórias em temporalidades diferentes que corre o risco de resultar soberbo”.
Os quatro contos interligados do livro A Natureza Intensa unem as trajetórias de personagens transgressores que rompem limites ao mesmo tempo nítidos e de difícil definição sobre a sua verdadeira natureza. O livro foi finalista do Prêmio Livro do Ano promovido pela Associação Gaúcha de Escritores. 
É também autor de nanocontos, aforismos e textos sintéticos, publicados semanalmente no Jornal Sul21, de 2014 a 2016.
Nelson Rego é professor no Departamento e no Programa de Pós-Graduação em Geografia da Universidade Federal do Rio Grande do Sul e autor de artigos acadêmicos publicados no Brasil e no exterior e coorganizador de livros que reúnem ensaios de diversos autores sobre a criação de práticas pedagógicas que ligam a Geografia à Educação. Foi presidente da Associação dos Geógrafos Brasileiros de 2010 a 2012.
Em 2017, organizou o livro Geografias e (In)Visibilidades: paisagens, corpos, memórias, publicado na forma de e-book de acesso livre no âmbito de convênio de cooperação acadêmica entre a Universidade do Minho, Portugal, e a Universidade Federal do Rio Grande do Sul. Pelo mesmo convênio, outro livro na forma de e-book foi publicado em 2020, Narrativas, Geografias e Cartografias - para viver, é preciso espaço e tempo, em dois volumes, reunindo textos de autores que, por nacionalidade ou local de trabalho, representam Brasil, Alemanha, Argentina, Espanha, Estados Unidos, França, Grécia, Itália, Moçambique e Portugal. Ambos os livros apresentam pesquisas que procuram trazer à visibilidade tanto os problemas e apagamentos quanto os movimentos de resistência contextualizados nas relações históricas e geográficas entre patriarcado, colonialismo e desigualdade nas condições sociais, econômicas e culturais.

## Obras literárias
- 2004 – Tão Grande Quase Nada – romance (Tomo Editorial)
- 2011 – Daimon Junto à Porta – contos (Dublinense)
- 2015 – Noite-Égua – novela (Dublinense/Terceiro Selo)
- 2016 – A Natureza Intensa – contos (Dublinense/Terceiro Selo)

## Livros sobre Geografia e Educação
- 2000 – Geografia e Educação: geração de ambiências – (Editora da Universidade Federal do Rio Grande do Sul)
- 2003 – Um Pouco do Mundo Cabe nas Mãos, geografizando em Educação o local e o global – (Editora da Universidade Federal do Rio Grande do Sul)
- 2006 – Saberes e Práticas na Construção de Sujeitos e Espaços Sociais – (Editora da Universidade Federal do Rio Grande do Sul)
- 2007 – Geografia, práticas pedagógicas para o ensino médio, volume 1 – (Grupo A/Selo Penso)
- 2010 – Geografia, práticas pedagógicas para o ensino médio, volume 2 – (Grupo A/Selo Penso)
- 2012 – Práticas Pedagógicas em Geografia: espaço, tempo e corporeidade, volume 1 – (Edelbra)

## E-Books
- 2017 – Geografias e (In)Visibilidades: paisagens, corpos, memórias. (Publicado por convênio entre a Universidade do Minho, Portugal, e a Universidade Federal do Rio Grande do Sul, acesso livre)
- 2020 - Narrativas, Geografias e Cartografias - para viver, é preciso espaço e tempo (Publicado por convênio entre a Universidade do Minho, Portugal, e a Universidade Federal do Rio Grande do Sul, dois volumes, acesso livre)

## Ligação externa
- Site oficial de Nelson Rego